# Случај шпијунаже Рио Тинто
Случај шпијунаже Рио Тинто почео је хапшењем четворо запослених у шангајској канцеларији Рио Тинто 5. јула 2009. године, у Народној Републици Кини, који су касније оптужени за мито и шпијунажу. Два дана касније, ухапшен је и извршни директор за увоз Шоуганг групе и Лаиганг групе . Запосленицима Рио Тинта, Аустралијанцу Стерн Ху и тројици кинеских колега (Ванг Јонг, Ге Минћианг и Лиу Цаикуи) почело је суђење у Шангају у понедељак, 22. марта 2010. године.
Влада је пре почетка суђења одустала од оптужби за наводну крађу пословне тајне, а оптужени су признали да су током суђења примили мито.
Након суђења, Стерн Ху је осуђен на 10 година затвора. Ху и другим осуђеним руководиоцима је такође раскинуо радни однос од стране Рио Тинто Лтд. Извештава се да је мотив отказа у вези са кршењем понашања, при чему је Рио Тинто прихватио пружене доказе који показују случајеве подмићивања. Рио Тинто је навео да суђење неће утицати на пословне везе, рекао је његов извршни директор.
Хапшења су уследила током тешких преговора о цени гвоздене руде за период 2009-2010. Након наглог повећања у 2008. години, кинески произвођачи челика су се надали да ће цене гвожђа поново пасти због глобалне рецесије. Запослени у Рио Тинту оптужени су да су подаци о индустрији кључни за преговоре превише детаљни да би били легално добијени. У четвртак, 16. јула Ројтерс је известио да је Рио Тинто евакуисао своје истраживачко особље у индустрији гвожђа и челика из Шангаја дан раније, као и „ друге стране групе... све док услови не постану извеснији.“
Хапшења су такође уследила убрзо након што је Рио Тинто одбио да прода део компаније кинеској државној компанији Chinalco. Chinalco тренутно поседује 9,3% Рио Тинта; додатна инвестиција би подигла власнички удео компаније у Рио Тинту на 18,5%. Предложени договор наишао је на снажно политичко противљење у Аустралији, а Рио Тинто је уместо тога одлучио да прикупи новац преко постојећих акционара и формирањем заједничког предузећа са компанијом BHP Billiton. 
Рио Тинто је преговарао у име компанија Vale, BHP Billiton. и себе као конзорцијума са кинеском страном коју је представљала CISA. Традиционално је улогу кинеске стране имао Baosteel.
Оптужбе објављене на веб-страници коју контролише Кинески Биро за државне тајне, у којој се наводи да су велике количине "обавештајних података и података" пронађене на компјутерима ухапшених радника компаније Рио Тинто. У извештају о објављивању веб-сајта филијале кинеске националне тајне, оптужен је Рио Тинто да „поткупљује и откупљује, извлачи обавештајне податке... и добија ствари преваром“, током кључних годишњих преговора о ценама руде гвожђа.
Јианг Рукин, кинески запосленик у Управи за заштиту државних тајни провинције Ђангсу, оптужио је Рио Тинто за наношење штете кинеској економији у вредности од 100 милијарди долара у периоду од 6 година.
Вечерње вести Чонгкинга (重庆晚报) тврде да су последице шпијунског скандала 5. јула нанеле штету компанији Рио Тинто и њеној репутацији у вредности до 100 милијарди јуана у цени акција (14,6 милијарди долара). Подаци са тржишта акција показују да су акције Рио Тинта заправо почеле да опадају 12. јуна, 23 дана пре него што је пријављен скандал у случају шпијунаже.
Рио Тинто је платио 5 милиона долара Хенрију Кисинџеру да саветује компанију како да се дистанцира од Хуа.
У августу 2009. BHP Billiton  је позвао да се руда гвожђа тргује на отвореном тржишту као што се ради и са другим производима. Финансијски директор Алекс Ванселоу изјавио је да би продаја гвоздене руде на отвореном тржишту попут бакра значила да ће се послови обављати на транспарентнији начин и да случајеви као што је случај Стерн Ху неће бити могући. Још једна корист би била да би инвеститори имали бољу представу о кретању цена.